# Srivilliputhur
Srivilliputhur é uma cidade e um município no distrito de Virudhunagar, no estado indiano de Tamil Nadu.

## Demografia
Segundo o censo de 2001,  Srivilliputhur  tinha uma população de 73,131 habitantes. Os indivíduos do sexo masculino constituem 50% da população e os do sexo feminino 50%. Srivilliputhur tem uma taxa de literacia de 73%, superior à média nacional de 59.5%: a literacia no sexo masculino é de 81% e no sexo feminino é de 65%. Em Srivilliputhur, 10% da população está abaixo dos 6 anos de idade.